# Cuisnahuat
Cuisnahuat () é um município localizado no departamento de Sonsonate, em El Salvador.

## Transporte
O município de Cuisnahuat é servido pela seguinte rodovia:
- SON-22  que liga a cidade de San Julián ao município de Sonsonate
- SON-10  que liga a cidade ao município de Sonsonate [1]